# 中央統計局 (ポーランド)

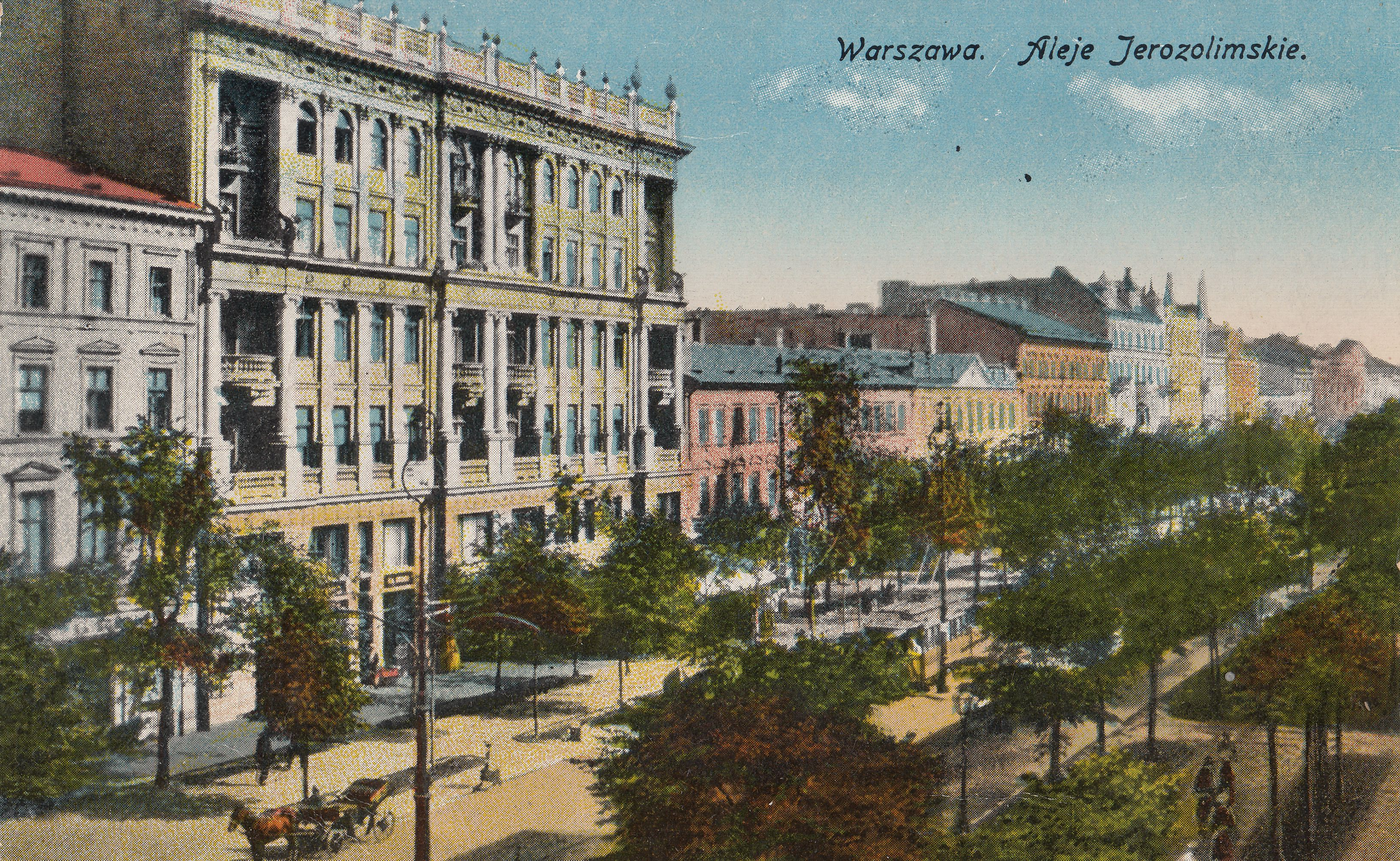
クリンスキの長屋（左から2番目）、中央統計局の第2本部

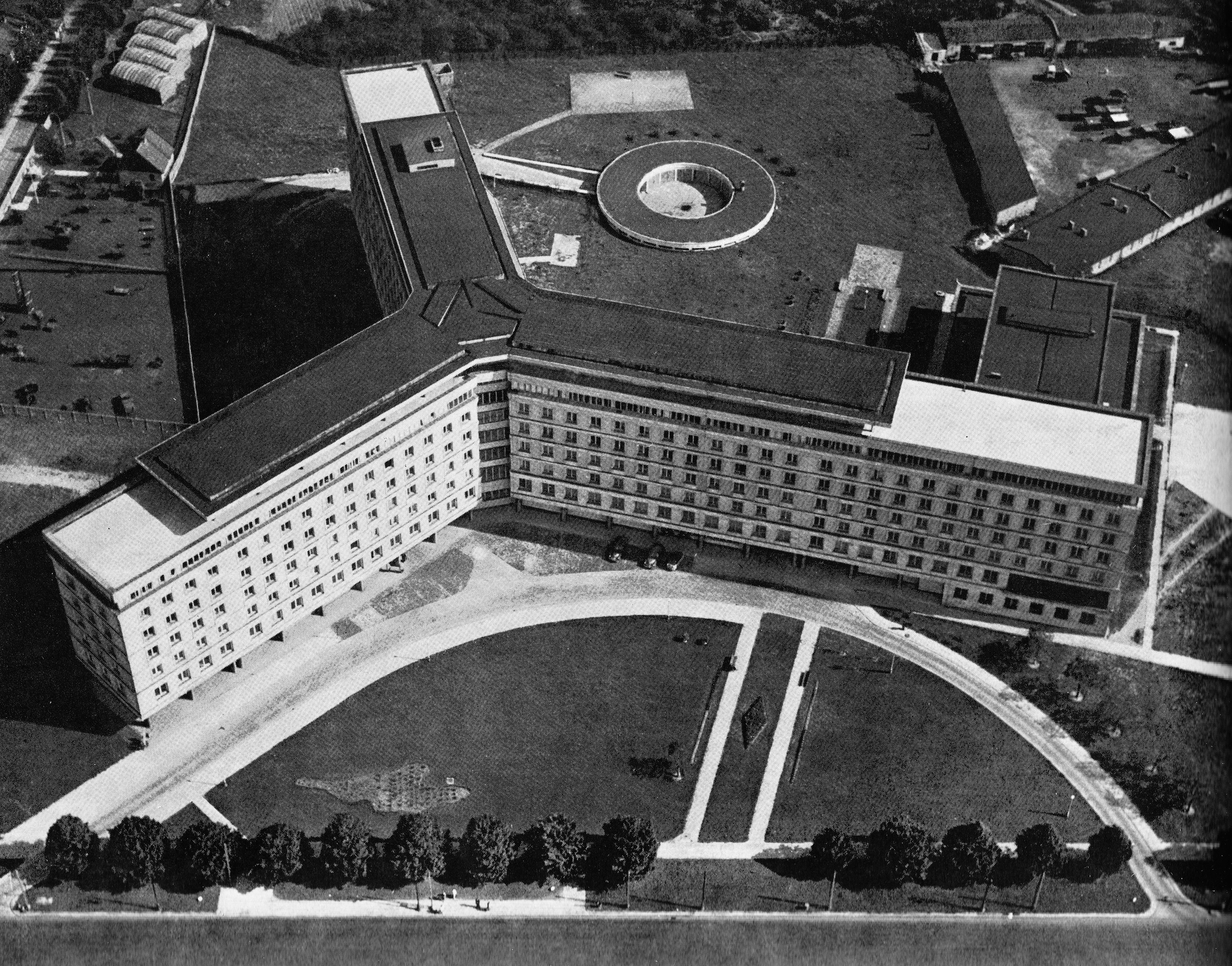
中央統計局本部（1964年）

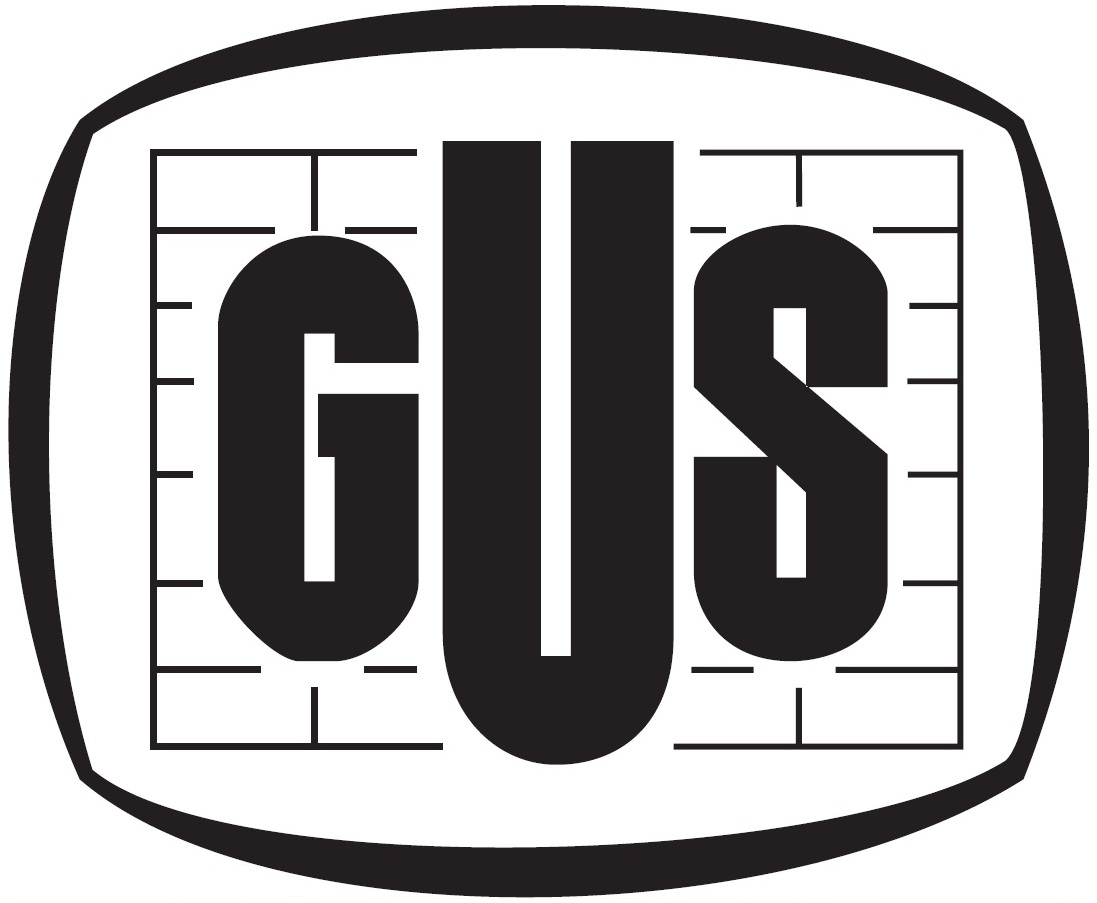
かつてのGUSのロゴ

中央統計局（ちゅうおうとうけいきょく、ポーランド語: Główny Urząd Statystyczny [ˈɡwuvnɨ ˈuʒɔ̃nt ˌstatɨˈstɨt͡ʃnɨ]、略称: GUS）はポーランド政府の機関であり、ポーランドにおける経済、人口、社会に関する統計の収集及び公表を国家や地方規模で行っている。現在の局長はマレク・チェルピャウ＝ヴォランである。
GUSは、報告書発行の遅れ、ソースデータへのアクセスの制限、公表された報告書の一部の有用性に疑問があるという批判を受けることがある。

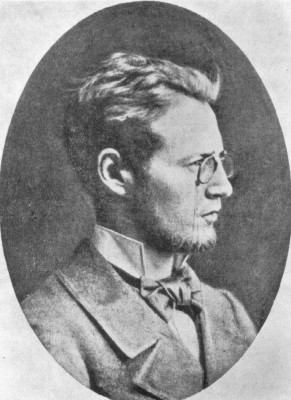
ルドヴィク・クシヴィツキ

## 統計
GUSが発表している統計には、以下のようなものがある。
- 『統計年鑑』（Rocznik Statystyczny)[6]
- 『簡潔な統計年鑑』（Mały Rocznik Statystyczny)[6]
- 『人口年鑑』(Rocznik Demograficzny)[7]
- 『統計ニュース』(Wiadomości Statystyczne)[8]

この他、GUSは、国家経済団体公式登録簿 (REGON)や、国家領土区分公式登録簿 (TERYT)など、いくつかの中央登録簿を管理している。

## 歴史
GUSは、ルドヴィク・クシヴィツキの主導により、1918年7月13日にポーランド王国の摂政会議によって設立された。1919年以降、その活動は1919年10月21日の行政統計組織に関する法律によって規制された。
GUSの最初の本部は1918年から1919年にかけてヤスナ通り10番地に置かれ、1920年1月にそこからイェルサレム通り通り32番地にあるクリンスキの長屋に移された。
第二次世界大戦中、GUSの活動は中断された。このGUSはポーランド総督府行政の農業食糧省の組織に組み込まれ、その設備、書庫、アーカイブはワルシャワからクラクフ（総督府の首都）に移された。
GUSは1945年、マルシャウコフスカ通り95番で活動を再開し、そこからナルブッタ通り33番へ移転した。GUSは1945年3月に再編され、1947年7月31日付けで、公的統計機構と共に閣僚会議規則の管理下に置かれることとなった。1949年、GUSの活動は法制化された。
1948年から1951年にかけて、ワルシャワのヴァヴェルスカ通りとニェポドレグウォシチ通りの交差点に、ロムアルド・グットの設計とズビグニェフ・ヴァシュティンスキの協力により、3つの翼を持つ風車の形をしたGUSの新しい建物が建設された。
2013年11月19日、中央汚職防止局は、旧内務・行政省のITプロジェクトセンターと警察本部によるIT機器とサービスの調達に関して首都控訴検察庁が行った捜査に関連して、中央統計局の副局長を含む18人を汚職の疑いで拘束した。

## 過去の局長[19]
- 1918年11月8日 – 1929年10月24日 ユゼフ・ブゼク（英語版）
- 1929年10月24日 – 1939年 エドヴァルト・シュトゥルム・デ・シュトレム（英語版）
- 1939年–1945年 空位
- 1945年3月12日 – 1949年8月22日 ステファン・シュルツ（ポーランド語版）
- 1949年8月22日 – 1965年3月31日 ズィグムント・パドヴィチ
- 1965年4月1日 – 1972年3月29日 ヴィンツェンティ・カヴァレツ（ポーランド語版）
- 1972年4月18日 – 1980年8月24日 スタニスワフ・クジンスキ（ポーランド語版）
- 1980年8月24日 – 1989年1月4日 ヴィエスワフ・サドフスキ（ポーランド語版）
- 1989年1月5日 – 1991年1月15日 フランチシェク・クビチェク（ポーランド語版）
- 1991年1月15日 – 1992年2月7日 ボフダン・ヴィジニキェヴィチ（ポーランド語版）
- 1992年2月8日 – 1995年10月31日 ユゼフ・オレンスキ（ポーランド語版）
- 1995年10月31日 – 1996年1月4日 ロマン・サヴィンスキ（代行）
- 1996年1月5日 – 2006年4月27日 タデウシュ・トチンスキ（ポーランド語版）
- 2006年5月4日 – 2006年10月26日 ヤヌシュ・ヴィトコフスキ（ポーランド語版）（代行）
- 2006年10月26日 – 2011年2月14日 ユゼフ・オレンスキ[20]
- 2011年2月15日 – 2011年8月9日 ヤヌシュ・ヴィトコフスキ[21]（代行）
- 2011年8月10日 – 2016年3月31日 ヤヌシュ・ヴィトコフスキ[22]
- 2016年4月1日 – 2016年6月7日 ハリナ・ドモホフスカ（ポーランド語版）[23]（代行）
- 2016年6月8日 – 2024年12月31日 ドミニク・ロスクルト（ポーランド語版）[24]
- 2025年1月1日 – （現職）マレク・チェルピャウ＝ヴォラン[3][4]

## 予算・雇用・給与
中央統計局とその下部組織の支出と収入は、国家予算の第58部に計上されている。
2017年、GUSとその下部組織の支出は4億1,898万ズウォティ、収入は303万ズウォティであった。組織全体の平均雇用者数は常勤換算で5,726人（GUSのみの804.66人を含む）、平均月給総額は4,417.6ズウォティであった。
2018年予算案では、組織全体の支出は4億2747万ズウォティ、収入は252万ズウォティと計画されていた。